# Челищевский
Челищевский — посёлок в Урицком районе Орловской области России.
Входит в состав Городищенского сельского поселения.

## География
Посёлок расположен рядом с прудом Людское. Ближайшие населённые пункты — Новая Слобода, Криволожка и Воробьёвка.
Имеется одна улица — Прудовая.

## Население
| 2010 |
| ---- |
| 7    |